# Programmer’s Notepad
Programmer’s Notepad — свободный текстовый редактор для Windows, в основном ориентированный на программистов, которые работают с исходным кодом. Он был выпущен в 1998 году «Echo Software» (это торговая марка автора программы, Саймона Стила). В 2002 году текстовый редактор был полностью переписан, и базировался на компоненте Scintilla, но при этом сохранил развитие двух редакций, PN1 и PN2.

## Описание
Ключевыми особенностями текстового редактора являются: поддержка вкладок для работы с несколькими документами в одном окне, возможность сворачивания кода, проверка орфографии, а также функция подсветки синтаксиса для многих популярных языков программирования. Последняя реализована с помощью плагинов, называемых «схемами» («schemes»). Схемы файлов для PN1 не совместимы с PN2, и наоборот.

## Подсветка синтаксиса
Assembler, C++, CSS, HTML, INI, Java, JavaScript, AutoLISP, Pascal, Perl, SQL, Visual Basic, Verilog, VHDL и XML.

## Особенности
- Поддержка MDI-табов для работы с несколькими документами в одном окне.
- Подсветка синтаксиса для многих языков программирования, а также их настройка с помощью схем.
- Интернациональная поддержка интерфейса.
- Сворачивание кода.
- Регулярные выражения для поиска и замены (полный синтаксис Perl).
- Сплит просмотр документа.
- Закладки.
- Экспорт текста в HTML и RTF.
- Поддержка UTF8/16.
- Работа с DOS/Windows, Unix- и Mac-форматами перевода строки.
- Создание сценариев Python.
- Поддержка неограниченного количества самонастраиваемых схем.